# Вислое (Курская область)
Вислое — село в Горшеченском районе Курской области России. Входит в состав Нижнеборковского сельсовета.

## География
Село находится в восточной части Курской области, в лесостепной зоне, в пределах юго-западной части Среднерусской возвышенности, на правом берегу реки Убли, на расстоянии примерно 14 километров (по прямой) к югу от посёлка городского типа Горшечное, административного центра района. Абсолютная высота — 146 метров над уровнем моря.
Часовой пояс
Село Вислое, как и вся Курская область, находится в часовой зоне МСК (московское время). Смещение применяемого времени относительно UTC составляет +3:00.

## Население
| 1859 | 1897 | 2002 | 2010 |
| ---- | ---- | ---- | ---- |
| 485  | ↗676 | ↘123 | ↘81  |

Гендерный состав
По данным Всероссийской переписи населения 2010 года в гендерной структуре населения мужчины составляли 45,7 %, женщины — соответственно 54,3 %.
Национальный состав
Согласно результатам переписи 2002 года, в национальной структуре населения русские составляли 100 % из 123 чел.

## Улицы
Уличная сеть села состоит из четырёх улиц и четырёх переулков.

## Известные уроженцы
8 марта 1923 в селе родился кавалер ордена Славы Василий Константинович Караблинов.